# Desmonemoura
Desmonemoura is een geslacht van steenvliegen uit de familie Notonemouridae. De wetenschappelijke naam van het geslacht is voor het eerst geldig gepubliceerd in 1931 door Tillyard.

## Soorten
Desmonemoura omvat de volgende soorten:
- Desmonemoura brevis Picker & Stevens, 1999
- Desmonemoura pulchella Tillyard, 1931